# Avenida Hélio Prates
A Avenida Hélio Prates é uma avenida que cruza Taguatinga e Ceilândia, no Distrito Federal.
Seu nome atual é uma homenagem ao ex-governador Hélio Prates da Silveira. Anteriormente denominada "Avenida Juscelino Kubitschek".
Entre a DF-001 e a Avenida Comercial, possui duas faixas em cada sentido, com canteiro central reduzido. Após a Avenida Comercial, passa a ter três faixas, e canteiro central bem mais largo.
Possui intenso comércio em boa parte de sua extensão, motivo pelo qual é considerada uma das principais avenidas de Ceilândia.
Durante o ano de 2024 a avenida passou por diversas reformas principalmente referente a repavimentação e construção de calçadas. As obras foram criticadas pela população local por causa da demora o que levou o governo local a romper o contrato com a empresa J.F.E Empreendimento e Construções Ltda. responsável pelas obras sob alegação de atrasos tanto nas obras quanto no pagamento dos seus funcionários.